# Station Salajna
Station Salajna is een spoorwegstation net ten westen van het dorpje Salajna, onderdeel van de Tsjechische gemeente Dolní Žandov. Het station ligt aan spoorlijn 170 tussen Cheb en Mariánské Lázně. Het station wordt beheerd door de nationale spoorwegonderneming České dráhy in samenwerking met de Staatsorganisatie voor spoorweginfrastructuur (SŽDC). Bij station Salajna vindt geen verkoop van treinkaartjes plaats, tickets dienen in de trein aangeschaft te worden.
Beroun ↔ Beroun-Králův Dvůr ↔ Beroun-Popovice ↔ Zdice ↔ Stašov ↔ Praskolesy ↔ Hořovice ↔ Cerhovice ↔ Zbiroh ↔ Kařízek ↔ Mýto ↔ Holoubkov ↔ Svojkovice ↔ Rokycany ↔ Klabava ↔ Ejpovice ↔ Dýšina ↔ Chrást u Plzně ↔ Plzeň-Doubravka ↔ Plzeň hlavní nádraží - Plzeň-Jižní Předměstí ↔ Plzeň-Zadní Skvrňany ↔ Plzeň-Křimice ↔ Vochov ↔ Kozolupy ↔ Plešnice ↔ Pňovany zastávka ↔ Pňovany ↔ Sulislav ↔ Vranov u Stříbra ↔ Stříbro ↔ Milíkov ↔ Svojšín ↔ Ošelín ↔ Pavlovice ↔ Brod nad Tichou ↔ Planá u Mariánských Lázní ↔ Chodová Planá ↔ Mariánské Lázně ↔ Valy u Mariánských Lázní - Lázně Kynžvart - Dolní Žandov - Salajna - Lipová u Chebu - Stebnice - Všeboř - Cheb